# 甲基钾
甲基钾是一种有机钾化合物，化学式为KCH3，它是甲烷的一个氢原子被钾取代的产物。它可由钾钠合金和二甲基汞反应制得，或由叔丁醇钾和甲基锂反应得到。它具有NiAs结构，空间群P63/mmc。它受热分解生成甲烷和碳化钾（K4C）。